# L'Insoumise (téléfilm)
Pour les articles homonymes, voir L'Insoumise (homonymie).
Pour plus de détails, voir Fiche technique et Distribution.
L'Insoumise est un téléfilm français réalisé par Nadine Trintignant, diffusé en 1996 sur TF1 et Canal +.

## Synopsis
Une femme attaquée par 2 inconnus et son amie assassine les 2 inconnus et la victime d'agression est accusée de meurtre.

## Fiche technique
genre : Drame

## Distribution
- Marie Trintignant : Claire
- Jean-Louis Trintignant : Roquepenne
- Amidou : Mehdi
- Fadila Belkebla : Fraah
- Jean-Pierre Lorit : Donatien